# Hugo Lindqvist
Gustaf Hugo Lindqvist, född 7 juni 1861 i Stockholm, död 24 november 1941 där, var en svensk sångledare. Han var far till Märta Lindqvist.
Hugo Lindqvist var son till snickarmästaren Gustaf Fredrik Lindqvist. Han studerade sång för Julius Günther och av avlade organist-, musiklärar- och kyrkosångarexamen vid Musikkonservatoriet 1886. 1893 blev han kantor i Maria församling i Stockholm, där han kvarstod till 1937. Han verkade även i många år som musiklärare vid några av Stockholms skolor: 1903–1921 vid Detthowska skolan, 1910–1917 vid Sofi Almquists samskola samt 1910–1923 vid folkskoleseminariet. Som körledare framträdde han framgångsrikt bland annat med Stockholms KFUM-kör och svenska KFUM-kören, och när den sistnämnda 1923 ombildades till De Svenske, kvarstod han som dirigent, till han 1924 utnämndes till hedersdirigent. Han erhöll Litteris et artibus 1911. Lindqvist företog med sina körer flera sångarfärder: till Norge 1902, 1904 och 1916, till USA 1906, till Danmark 1912 och till Åland, Finland och Estland 1923. Han gjorde sig även känd som föreläsare och musikkritiker. Han utgav samlingen Manskören (1897, 5:e upplagan 1929). Lindqvist är begravd på Norra begravningsplatsen utanför Stockholm.